# Топонимия Монголии
Топонимия Монголии — совокупность географических названий, включающая наименования природных и культурных объектов на территории Монголии. Структура и состав топонимии обусловлены такими факторами, как состав населения, специфика исторического развития и географическое положение.

## Название страны
Название страны происходит от этнонима «монголы», происхождение которого, в свою очередь, продолжает оставаться предметом споров. Так, о связи понятий монгол и мөнгө («серебро») упоминается ещё в китайских текстах «Хэй-да ши-люэ» 1237 года; в них говорится о том, что население Великой Монголии называло своё государство «Великой серебряной династией».
Ряд исследователей — в частности, Н. Ц. Мункуев — отмечают, что этноним «монгол» впервые встречается в китайских источниках «Цзю Тан шу» («Старая история династии Тан», составлена в 945 году) в форме мэн-у ши-вэй — «монголы-шивэйцы», и в «Синь Тан шу» («Новая история династии Тан», составлена в 1045—1060 годах) в форме мэн-ва бу — «племя мэн-ва». В различных киданьских и китайских источниках XII века для этих племён также использовались названия мэнг-ку, мэнгули, мангуцзы, мэнгу го:238. Д. Банзаров этноним «монгол» связывал с историческими географическими названиями: рекой Мон и горой Мона. По оценке монгольского лингвиста Хасдоржа, люди, обитавшие в близлежащих местах горы Мон в Ордосе, обрели название мон. К нему прибавилось слово гол, в результате чего возникло название монгол. Гол является монгольским словом, означающим «центральный, основной». Существует также версия, согласно которой название монгол возникло путём соединения монгольских слов мөнх («вечный») и гал («огонь»).
По мнению монгольского исследователя Ж. Баясаха, название монгол появилось в результате видоизменения монгольского слова мөнгө («серебро»).
Как отмечает Б. Р. Зориктуев, из множества толкований термина монгол выделяется версия о его происхождении от тунгусо-маньчжурского слова мангму / манггу / мангга, означающего «сильный, упругий, тугой». Согласно Л. Билэгту, название монгол — это тунгусо-маньчжурская калька монгольского слова киян, которое переводится как «большой поток, текущий с гор в низину, бурный, быстрый и сильный; стремительно несущийся поток». Это версия получила дальнейшее развитие в трудах А. Очира.
В XVII—XVIII веках, когда Монголия находилась в составе Китая, её подразделяли на Внутреннюю Монголию, примыкающую к китайским землям, и Внешнюю Монголию, более удалённую. Когда в ходе Синьхайской революции 1911—1912 годов была провозглашена независимость Монголии, Внутренняя Монголия объявила о присоединении к единому монгольскому государству, но поскольку большинство её населения к тому времени составляли китайцы, она осталась в составе Китая. В 1924 году была провозглашена Монгольская Народная Республика (МНР), под этим названием страна существовала до 1992 года; в 1991 года Великий народный хурал принял решение изменить название страны и после вступления в силу новой конституции 12 февраля 1992 года МНР стала называться «Монголия».

## Структура и состав топонимии
В топонимическом отношении Монголия представляет собой чётко индивидуализированный ареал Центральной Азии, где господствует монгольская топонимия, территориально выходящая за административные границы Монголии. По некоторым оценкам (в частности, В. Э. Очир-Гаряева), ареал монголоязычной топонимии простирается от Маньчжурии до Чёрного моря и от Гималаев до Средней Сибири . По оценке В. А. Жучкевича, исконная область формирования монгольской топонимии и, по-видимому, монгольского языка — бассейны рек Онона и Керулена. Наряду с монгольскими, в топонимии страны присутствуют (главным образом на западе страны) и тюркские топонимы.
Для монгольского языка в силу исторических причин его формирования характерно богатство географической терминологии. Так, В. А. Казакевич насчитывает в монгольском языке около 220 специальных терминов, относящихся к различным формам рельефа и ландшафта. Характерными формантами монгольских топонимов являются -ар (север), -аршан (минеральный источник), -бага (малый), -борун (запад), -богдо (святой), -булак (источник), -бур (болото), -гоби (степь), -гол (река), -горхон, -орхон (река), -даба (перевал), -далай (море, озеро), -дзун, -зун (восток), -дэд (верхний), -ихэ, ехэ (большой), -мод (лес), -нур, нор (озеро), -нуру (хребет), -обо (освящённая гора), -тал (равнина), -ула (гора), -улан (красный), -ундэр (высокий), -урд (юг), -усан (вода), -хамар (мыс, утёс), -хара (чёрный), -хойто (север), -хото (город), -хурэ (монастырь), -цаган (белый), -элс (песок) .
Этимология многие топонимов Монголии указывает на цвет, качество, растительность и другие характеристики данного географического объекта. Например, Цаган-Ула («Белая гора»), Шра-Тайрам («жёлтый сухой солончак»), Таван-Толгой («пять вершин»), Гурбан-Гэдэрэк («три горы, обрывающиеся на север и пологие на юг»), Улястай-ама («тополёвая падь»), Нойманэ-Дзагатай («родник торговца-китайца»), Сумтуха («длинный монастырский холм») и т. д. Имеется ряд топонимов, связанных с легендами о Чингис-хане, как, например, Алтан-Ельгуй («золотая колыбель») — место, где Чингис-хан лежал младенцем, Дархан-Ула («кузнечная гора») — место, где он, по легенде, подковал коня, и т. д..